# Екпенди (Алакольский район)
Екпенди (каз. Екпінді) — село в Алакольском районе Жетысуской области Казахстана. Административный центр Екпендинского сельского округа. Код КАТО — 193445100.

## Население
В 1999 году население села составляло 1469 человек (753 мужчины и 716 женщин). По данным переписи 2009 года, в селе проживало 1355 человек (679 мужчин и 676 женщин).

## Уроженцы
- Байсеркенов, Маман (род. 1937) — казахский театральный режиссёр.